# Rum Mehmed Paša
Rum Mehmed Paša (? – 1470 Konstantinopol) byl osmanský státník, v letech 1466–1469 byl i velkovezírem a hlavním rivalem Mahmuda Paši Angeloviće. Byl východořímského původu a v minulosti vyznával řeckokatolickou církev, díky čemuž získal přezdívku Rum (v příkladu Říman).
Na přání Karamanlı Mehmet Paši jej sultán Mehmed II. odvolal z funkce a v roce 1470 jej nechal popravit.